# Les Films Séville
Les Films Séville est un distributeur de film basé à Montréal au Québec, fondé en 1999, et devenu filiale de la compagnie Entertainment One en 2007.

## Histoire
La société est fondée en 1999 à Montréal, et résulte du rachat par Industry Entertainment de Behavior Distribution à la société mère Behavior Communications. David Reckziegel et John Hamilton, propriétaires d'Industry Entertainment, se chargent d'administrer Les Films Séville. Le premier directeur de Séville est Victor Rego.
Les Films Séville distribue des longs métrages indépendants et en vend à l'international. La stratégie de Séville n'est pas la même que celle de Behavior Distribution. Séville a une approche de niche et ne prétend pas gérer le même volume que Behavior Distribution. David Reckziegel déclare : « Behavior essayait de rivaliser avec Alliance et d'obtenir tous les accords de sortie. Nous essayons d'être un petit distributeur spécialisé. Nous essayons d’établir des relations avec les cinéastes et de gérer tous leurs films. Nous tenons plus compte des cinéastes. Nous consacrerons beaucoup d’efforts aux films canadiens. »
En 2007, Les Films Séville, qui avait déjà passé des accords avec Warner Independent Pictures, conclut deux nouveaux accords, avec Maple Pictures et Lionsgate, solidifiant son positionnement sur le marché québécois. La société de distribution possède à cette époque des droits concernant la distribution canadienne pour environ 500 longs métrages indépendants et les droits mondiaux pour plus de 100 longs métrages et documentaires, ce qui constitue l'un des catalogues les plus importants au Canada.
En 2007, la firme Entertainment One, qui possède déjà une division de distribution de films, rachète Les Films Séville, et envisage grâce à cette acquisition de distribuer 24 films supplémentaires par année. David Reckziegel, coprésident de Séville avec John Hamilton, estime que devenir une filiale de Entertainment One va permettre à Séville d'être « plus dynamiques dans le marché québécois avec les films québécois ». Reckziegel juge par ailleurs positif de rejoindre une grande entreprise internationale, indiquant que Séville va continuer à être impliqué dans le cinéma d'auteur tout en ajoutant des films commerciaux, qui pourront « payer la facture de films plus difficiles ». Il déclare : « Pour l'avenir du cinéma québécois, il faut que les budgets grossissent. L'argent doit venir de l'étranger parce qu'on ne peut pas compter toujours sur les gouvernements. »
En 2012, Séville fusionne avec Alliance Vivafilm, qui a été racheté par Entertainment One, et la nouvelle entité garde le nom « Les Films Séville »,. Patrick Roy est nommé président de Séville. Il crée une équipe « combinée » avec des anciens des deux structures. Victor Rego, qui fut le premier directeur de Séville, est désormais le « vice-président principal, marketing et distribution »,. David Reckziegel demeure coprésident de Séville avec John Hamilton. À partir d'avril 2014, la distribution de films sous la marque Alliance Vivafilm est stoppée au profit d'une distribution uniquement sous la marque « Les Films Séville ».
En 2020, Séville détient les droits de distribution pour le Canada d'environ 800 films indépendants et les droits mondiaux d'une centaine de films et documentaires.
En 2019, Hasbro rachète eOne  pour 4 milliards de dollars, peu avant la pandémie. Le 28 juin 2022, Séville, ainsi que sa maison mère EOne, cesse totalement ses activités dans le domaine de la distribution en salle. Le dernier film distribué est Lignes de fuite, sorti le 6 juillet de la même année.

## Origines de la compagnie
- 1973-1983 : Les Films René Malo inc[11], Malofilm Distribution[12]
- 1983-1987 : René Malo Vidéo
- 1987-1997 : Malofilm communications (en)
- 1997-1999 : Behaviour Communications[13],[14]
- 1999 : Les Films Séville

## Liste des films distribués

### Les Films Séville (depuis 2009)
- 10½
- 14 jours, 12 nuits
- 1987
- 2 Guns (Double Down)
- 360
- 3 Days to Kill
- Les Sept Jours du talion (The 7 Days of Retaliation)
- L'Affaire Dumont (The Dumont Case)
- Albert Nobbs
- Alex Cross
- Arnaque américaine (American Scam)
- Les Âmes vagabondes (The Host)
- August: Osage County (The Summer Time)
- Avant d'aller dormir (Before I Go to Sleep)
- Cette soirée-là (Walk of Shame)
- Bon Cop, Bad Cop 2
- Casse-tête chinois (Chinese Puzzle)
- La Chanson de l'éléphant (Elephant Song)
- La carte des étoiles (Maps to the Stars)
- La Cité des ténèbres : La Coupe Mortelle (The Mortal Instruments: City of Bones)
- Citizenfour (Citizenfour: The Story of Edward Snowden)
- Cold Blood (Deadfall)
- Contre toute espérance (Summit Circle)
- Dansez dans les rues 4 (Step Up Revolution)
- Dansez dans les rues 5 (Step Up: All In)
- Dead Snow 2 (Dead Snow: Red vs. Dead)
- De père en flic 2 (Father and Guns 2)
- Le Démantèlement (The Dismantling)
- Le Dernier Pub avant la fin du monde (The World's End)
- Disparue (Gone)
- Divergence (Divergeant)
- Tu dors Nicole (You're Sleeping Nicole)
- Du plomb dans la tête (Bullet to the Head)
- Écho (Earth to Echo)
- Effets secondaires (Side Effects)
- Emprise sur la ville (Broken City)
- Ennemi (Enemy)
- Entre les tombes (A Walk Among the Tombstones)
- Et si jamais (What If)
- Gabrielle
- Gros mots (Bad Words)
- Un homme très recherché (A Most Wanted Man)
- Hunger Games : La Révolte, partie 1 (The Hunger Games: Mockingjay - Part 1)
- The Immigrant
- Incendies
- Inch'Allah
- Insaisissable (Now You See Me)
- Insidious : Chapitre 2 (Insidious: Chapter 2)
- Jimi: All Is by My Side
- John Wick
- Louis Cyr : L'Homme le plus fort du monde (Louis Cyr: The Strongest Man in the World)
- Maintenant c'est ma vie (How I Live Now)
- Malavita (The Family)
- Mafia Inc.
- Une merveilleuse histoire du temps (The Theory of Everything)
- Mommy
- Le Monde de Charlie (The Perks of Being a Wallflower)
- The Mule
- Tous les garçons aiment Mandy Lane
- Nouveau Refrain (Begin Again)
- Nurse (Nurse 3D)
- Oldboy (Oldboy: The Day of Vengeance)
- Paddington
- Le Passeur (The Giver)
- Peur grise (The Grey)
- La Prime (One for the Money)
- The Raid 2 (The Raid 2: Vengeance)
- Red 2 (R.E.D. 2)
- Le Règne de la beauté (An Eye for Beauty)
- Les Sacrifiés 3 (The Expendables 3)
- Sans issue (The Cold Light of Day)
- Sarah préfère la course (Sarah Prefers to Run)
- Serena
- The Sex List (The To Do List)
- Sleeping Beauty
- Sin City: A Dame to Kill For (Sin City: I Killed for Her)
- La Stratégie Ender (Ender's Game)
- Suspect numéro un (Target number one)
- Twilight, chapitre III : Hésitation (The Twilight Saga: Eclipse)
- Le Temps d'un été (August: Osage County)
- Une révision
- Whitewash
- Wish I Was Here (The Role of My Life)
- Wolves
- You're Next
- Yves Saint Laurent
- Zombie malgré lui (Warm Bodies)

### Seville Picture (1997-2009)
- 100 Girls
- Anamorphose (Anamorph)
- Astro Boy
- Bluff
- Cheech
- College Rock Stars (Bandslam)
- Deadgirl
- Encounters at the End of the World
- Et après (Afterwards)
- États de choc (The Air I Breathe)
- Eye of the Beholder
- Faith, Fraud & Minimum Wage
- Fauteuils d'orchestre (Avenue Montaigne)
- Le Casse du siècle
- Fly Me to the Moon
- Franklyn
- Les Frères Bloom (The Brothers Bloom)
- The Ghost Writer
- Ginger Snaps : Résurrection
- Ginger Snaps Back: The Beginning
- Global Metal
- Going the Distance
- Henry Poole (Henry Poole is Here)
- The Hole
- Just Buried
- Knowing
- The Legacy
- Leslie, My Name Is Evil
- Metal: A Headbanger's Journey
- My Winnipeg
- The Necessities of Life
- Never Back Down
- Partition
- Posers
- Push
- Rebelles (Lost and Delirious) de Léa Pool
- Redacted
- The Republic of Love
- Roman Polanski: Wanted and Desired
- Shake Hands with the Devil
- Splice
- Splinter
- Striking Poses
- Stuck
- These Girls
- Twilight, chapitre I : Fascination
- The Twilight Saga: New Moon